# David Distéfano
David Andrés Distéfano (Villa Madero, Buenos Aires, Argentina, 10 de julio de 1987) es un futbolista argentino. Juega como mediocampista en el Gimnasia y Esgrima de Jujuy.

## Trayectoria
Comenzó en las inferiores de Club Atlético Boca Juniors, y a los 15 años tras quedar libre de Boca llegó al Club Atlético Nueva Chicago donde debutó a los 21 años el 25 de octubre de 2008, en la victoria (2-1) frente a Sarmiento de Junín. Su primer gol lo marcó una semana luego de su debut contra Deportivo Merlo, en otra victoria de su equipo (2-1). 
Su carrera lo llevó al Club Deportivo Unión San Felipe de Chile (equipo donde su padre Daniel fue figura además de haber jugado en Chicago). En el conjunto chileno jugó 26 partidos y marcó 2 goles. 
Más tarde el fútbol rumano fue su destino en tres clubes diferentes. El primero fue el FC Brașov donde jugó 38 partidos y marcó 4 goles. El segundo fue el FC Astra Giurgiu donde jugó  32 partidos y marcó 4 goles. Su tercer y último club en Rumania fue el CS Pandurii Târgu Jiu donde jugó 26 partidos y marcó 1 gol. 
Para la segunda mitad del año 2014 regresó a Argentina donde firmó en Gimnasia y Esgrima La Plata. En su primer semestre no tuvo continuidad y surgieron muchos rumores de una posible transferencia. 
En febrero de 2015 firmó para el Club Atlético Huracán, donde llegó a la final de la Copa Sudamericana 2015, la cual perdió contra Independiente Santa Fe.

## Clubes
| Club                        | País      | Año           | PJ | Goles |
| --------------------------- | --------- | ------------- | -- | ----- |
| Nueva Chicago               | Argentina | 2008-2009     | 41 | 6     |
| Unión San Felipe            | Chile     | 2010          | 27 | 2     |
| FC Brașov                   | Rumania   | 2011-2012     | 35 | 4     |
| Astra Ploiești              | Rumania   | 2012-2013     | 27 | 3     |
| CS Pandurii Târgu Jiu       | Rumania   | 2013-2014     | 23 | 1     |
| Gimnasia La Plata           | Argentina | 2014          | 3  | 0     |
| Huracán                     | Argentina | 2015          | 16 | 2     |
| Club Blooming               | Bolivia   | 2016          | 13 | 0     |
| Gimnasia y Esgrima de Jujuy | Argentina | 2017-presente | 1  | 1     |